# Ségolène Royal
Marie Ségolène Royal (AFI: [segolɛn ʁwajal]) (Dakar, Senegal, 22 de setembro de 1953) é uma política francesa. Foi concorrente às eleições presidenciais de 2007.
Ségolène Royal nasceu na base militar de Ouakam, Dakar, África Ocidental Francesa (atual Senegal). Seus pais, Hélène Dehaye e Jacques Real, um oficial de artilharia e ex-assessora do prefeito de Chamagne (Vosges). Tem oito irmãos: Marie- Odette , Marie- Nicole, Gérard, Marie- Ségolène, Antoine, Paul Henri e Sigisbert.
Royal é membro do Partido Socialista.

## Biografia
Graduada na ENA e no Institut d'Etudes Politiques de Paris, ela foi juíza (conseiller) de um tribunal administrativo antes de se eleger para cargos políticos . Deputada pelo departamento de Deux-Sèvres, Royal foi ministra nos governos Pierre Bérégovoy de 1992 a 1993 e do Governo Lionel Jospin de 1997 a 2002. Em 28 de março de 2004, ela foi eleita (com mais de 55% dos votos) à presidência da região de Poitou-Charentes, notavelmente derrotando a candidata do primeiro-ministro Jean-Pierre Raffarin, Elizabeth Morin.
Ségolène e o líder socialista François Hollande, com quem tem quatro filhos, são parceiros desde a década de 1970. Os dois mantêm uma relação de acordo com o PACS ("pacto civil de solidaridade") que provê uma união civil entre dois adultos. No passado, ela criou campanhas contra a exposição de crianças de programas de TV violentos, incluindo desenhos animados como Le Ras-le-bol des bébés zappeurs.
Em 22 de setembro de 2005, o jornal francês Paris Match publicou uma entrevista em que ela declarava a sua intenção de concorrer à presidência em 2007. Após o governo francês ter pedido a batalha contra os distúrbios devido ao CPE (contrato do primeiro emprego), ela foi vista como líder oposicionista de Nicolas Sarkozy.

## Eleições presidenciais francesas
Em 7 de abril de 2006, Royal lançou uma campanha eleitoral pela internet no site Désirs d'avenir (desejos do futuro), publicando o primeiro de dez capítulos de seu manifesto político.
Em 16 de novembro de 2006, foi eleita pelo seu partido como candidata às eleições presidenciais de 2007, tendo perdido para Sarkozy.
Royal fala de assuntos que os políticos de esquerda franceses preferem não comentar, como a delinquência juvenil que assola a França, que causa certo desconforto em seu próprio partido nos ataques a Sarkozy. Ela também não hesitou em criticar a lei que institui o período de trabalho de 35 horas semanais que Jospin aprovou como lei quando era primeiro-ministro.

## Realizações políticas

### Locais
- Leis de reconhecimento do queijo "chabichou" ;
- Restauração do Marais Poitevin ;
- Medidas ambientalistas incluindo o plantio de 10 000 árvores no Marais Poitevin ;
- Investimento na agricultura local, com as raças parthenaise e a maraîchine ;

### Nacionais

#### Meio ambiente
- Lei sobre o tratamento de reciclagem (La loi sur le traitement et le recyclage des déchets) ;
- Lei de preservação do campo (La loi sur la reconquête des paysages), seguida de esforços para destinar a venda de 100 áreas locais (operação «Sauvons nos paysages, savourons leurs produits» -- "Salve nosso campo, salve nossos produtos") ;
- Lei contra a poluição sonora (La loi de lutte contre le bruit) .

#### Outros
Ségolène também fez reformas na educação como o relançamento das Zonas de Prioridade Educacional (ZEP) e nos assuntos da família como a lei sobre a autoridade dos pais (loi sur l'autorité parentale) e a reforma do direito das mulheres.

##### Questões LGBT
Ségolène Royal é um dos poucos membros do Partido Socialista a adotar uma linha conservadora na aprovação do casamento entre pessoas do mesmo sexo e a adoção por estes casais. Porém:
- Em 2000, Royal, como ministra da Família e da Infância, criticou as escolas onde há bullying homofóbico, dizendo, “A escola deve ser um lugar de tolerância, e boas-vindas. Muitos jovens enfrentam as brincadeiras, exclusão social por causa de suas orientações sexuais. Alguns consideram a droga, uma tentativa de suicídio. É hora de nos levantarmos contra a hostilidade contra homossexuais.” Ela mais tarde introduziu um programa educacional em escolas de ensino médio e faculdades em que são discutidas várias questões sobre homossexualidade e homofobia.
- Em junho de 2006, em uma entrevista na revista GLBT Têtu, Royal disse que "aprovar a união entre casais do mesmo sexo é necessário em nome da igualdade, visibilidade e respeito" e disse que se formasse o próximo governo, ela apoiaria uma lei para a aprovação do casamento entre homossexuais e a adoção por casais do mesmo sexo.

#### Carreira ministerial
- 3 de abril de 1992 – 29 de março de 1993, ministra do Meio-Ambiente
- 4 de junho de 1997 – 27 de março de 2000, vice-ministra da Educação (ministre déléguée à l'Enseignement scolaire auprès du ministre de l'Éducation Nationale)
- 27 de março de 2000 – 27 de março de 2001, vice-ministra da Família e da Infância (ministre déléguée à la Famille et à l'Enfance auprès de la ministre de l'Emploi et de la Solidarité)
- 28 de março de 2001 – 5 de maio de 2002, vice-ministra da Família e da Infância e dos Deficientes Físicos (ministre déléguée à la Famille, à l'Enfance et aux Personnes handicapées auprès de la ministre de l'Emploi et de la Solidarité).
- 2 de abril de 2014 – (...), ministra da Ecologia, Desenvolvimento Sustentável e Energia (ministre de l'Écologie, du Développement durable et de l'Énergie).

#### Carreira política
- 13 de junho de 1988 – 2 de maio de 1992, deputada por Deux-Sèvres
- 2 de abril de 1993 – 21 de abril de 1997, deputada por Deux-Sèvres
- 1 de junho de 1997 – 4 de julho de 1997, deputada por Deux-Sèvres
- junho de 2002 – junho de 2007, deputada dos Deux-Sèvres